# دیپکول
دیپکول (انگلیسی: Deepcool) شرکت سخت‌افزار چینی است، که در سال ۱۹۹۶ تأسیس شد.